# Peter King (7e baron King)
Pour les articles homonymes, voir Peter King et King.
Peter King, 7e baron King d'Ockham, Surrey (1776–1833) est un aristocrate anglais, homme politique et écrivain économique. 

## Biographie
Né le 31 août 1776, il est le fils aîné de Peter King, 6e baron King, et de Charlotte, fille d'Edward Tredcroft de Horsham. Il fait ses études au Collège d'Eton et au Trinity College de Cambridge et devient baron en 1793. Après une courte tournée sur le continent, il retourne en Angleterre et prend son siège à la Chambre des Lords. 
Conformément aux traditions whig de sa famille, il est en lien avec Lord Holland, dont il soutient la motion pour une enquête sur les causes de l'échec de l'invasion anglo-russe de la Hollande dans son discours inaugural du 12 février 1800. Ses habitudes, cependant, sont quelque peu solitaires. Sauf pour s'opposer à un projet de loi de suspension d'Habeas Corpus, ou à un projet de loi visant à prolonger la suspension des paiements en espèces par les banques d'Angleterre et d'Irlande, entamée en 1797, il intervient rarement dans les débats. 
En 1811, il avise son locataire à bail qu'il ne peut plus accepter de billets en paiement de loyer, sauf à un rabais variant selon la date du bail. Les ministres, alarmés par le fait que son exemple pourrait être largement suivi, introduisent rapidement une mesure faisant en sorte que les billets des banques d’Angleterre et d’Irlande aient cours légal sur demande, en paiement du loyer et interdisant l’acceptation ou le paiement de plus de 21 shillings pour une Guinée. Il s'oppose au projet de loi et justifie sa propre conduite dans un discours publié plus tard sous forme de brochure; mais elle est passée dans la loi et est suivie en 1812 par une mesure donnant aux billets cours légal dans tous les cas. 
Il meurt subitement le 4 juin 1833.

## Travaux et opinions politiques
Il est l'un des premiers opposants aux Corn Laws. Il soutient l'Émancipation des catholiques et la commutation de la dîme, et s'oppose aux subventions en faveur de la Société pour la propagation de l'Évangile dans les parties étrangères, le Bénéfice ecclésiastique et les abus cléricaux. Il est soupçonné d'un penchant pour le presbytérianisme, avec des attaques contre lui faites comme Hiérarchie contre Anarchiam (1831) par Antischismaticus et une lettre à Lord King controvertant les sentiments récemment livrés au Parlement par sa seigneurie, M. O'Connell et M. Sheil, quant à la quadruple division de la dîme (1832) par James Thomas Law. 
Sur la question des monnaies, King publie une brochure intitulée Pensées sur la restriction des paiements en espèces aux banques d'Angleterre et d'Irlande, Londres, 1803, qui parait pour une deuxième édition. Il est réédité sous le titre de Réflexions sur les effets des restrictions bancaires, 1804, et est réimprimé dans A Selection from King's discours and writings, édité par le comte Fortescue, Londres, 1844. Dans cet ouvrage, il soutient que la suspension a provoqué une émission excessive de billets, en particulier par la Bank of Ireland, et une dépréciation conséquente du papier et une appréciation des lingots; et préconise un retour progressif au système de paiement en espèces. 
King a également publié: 
- Brochure On the Conduct of the British Government towards the Catholics of Ireland, 1807.
- Speech in the House of Lords on the second reading of Earl Stanhope's Bill respecting Guineas and Bank Notes .
- The Life of John Locke, with extracts from his Correspondence, Journals, and Commonplace Books, Londres, 1829; nouvelle édition 1830, 2 vol .; dans Bohn's Standard Library, Londres, 1858.
- A Short History of the Job of Jobs, écrit en 1825, publié pour la première fois sous la forme d'un pamphlet anti-cornlaw, Londres, 1846

## Famille
Il épouse, le 26 mai 1804, Lady Hester Fortescue, fille de Hugh Fortescue (1er comte Fortescue).
Ils ont cinq enfants: 
- Hester King, épouse de George Craufurd
- Anne King
- Charlotte King épouse le Révérend Demetrius Calliphronas, recteur de Walpole St. Andrew
- William King, qui est créé comte de Lovelace en 1838
- Peter John Locke King